# 约翰·范尔霖
约翰·约瑟夫·范尔霖（英語：John Joseph Phelan Jr.；1931年5月7日—2012年8月4日），是美国的金融家，曾担任纽约证券交易所的董事长、首席执行官。1991年退休，开始从事慈善事业。2012年因为癌症病逝。

## 外部連結
- C-SPAN內的頁面（英文）